# Herman Andersson (borgmästare)
Herman Andersson, död 1616 i Stockholm, var en svensk borgmästare.

## Biografi
Herman Andersson blev 1594 kämnär i Stockholm och var 1595 rättarfogde. Han var mellan 1595-1598 rådman och var 1595-1597 föreståndare för Tunnbindareämbetet. Herman Andersson blev omkring november 1598 borgmästare i Stockholm och bevistade riksdagen 1600, riksdagen 1601 och riksdagen 1607. Han nämns som borgmästare senast  1615 och avled före 10 augusti 1616.

### Familj
Herman Andersson gifte sig första gången med Margareta som var änka efter rådmannen Berend Jönsson.
Han gifte sig andra gången 6 mars 1614 i Nikolai församling, Stockholm med Brita Hansdotter.